# Ryan Reaves
Ryan Reaves (ur. 20 stycznia 1987 w Winnipeg, Manitoba, Kanada) – hokeista kanadyjski, gracz ligi NHL.

## Kariera klubowa
- Brandon Wheat Kings (2004 - 2007)
- Peoria Rivermen (2007 - 2010)
  -  Alaska Aces (2008)
- St. Louis Blues (17.07.2010 - 24.06.2017)
  -  Peoria Rivermen (2010 - 2011)
  -  Orlando Solar Bears (2012 - 2013)  - lokaut w NHL
- Pittsburgh Penguins (24.06.2017 - 24.02.2018)
- Vegas Golden Knights (24.02.2018 -

## Sukcesy
Klubowe
- Prince of Wales Trophy z zespołem Vegas Golden Knights w sezonie 2017-2018

## Bibliografia

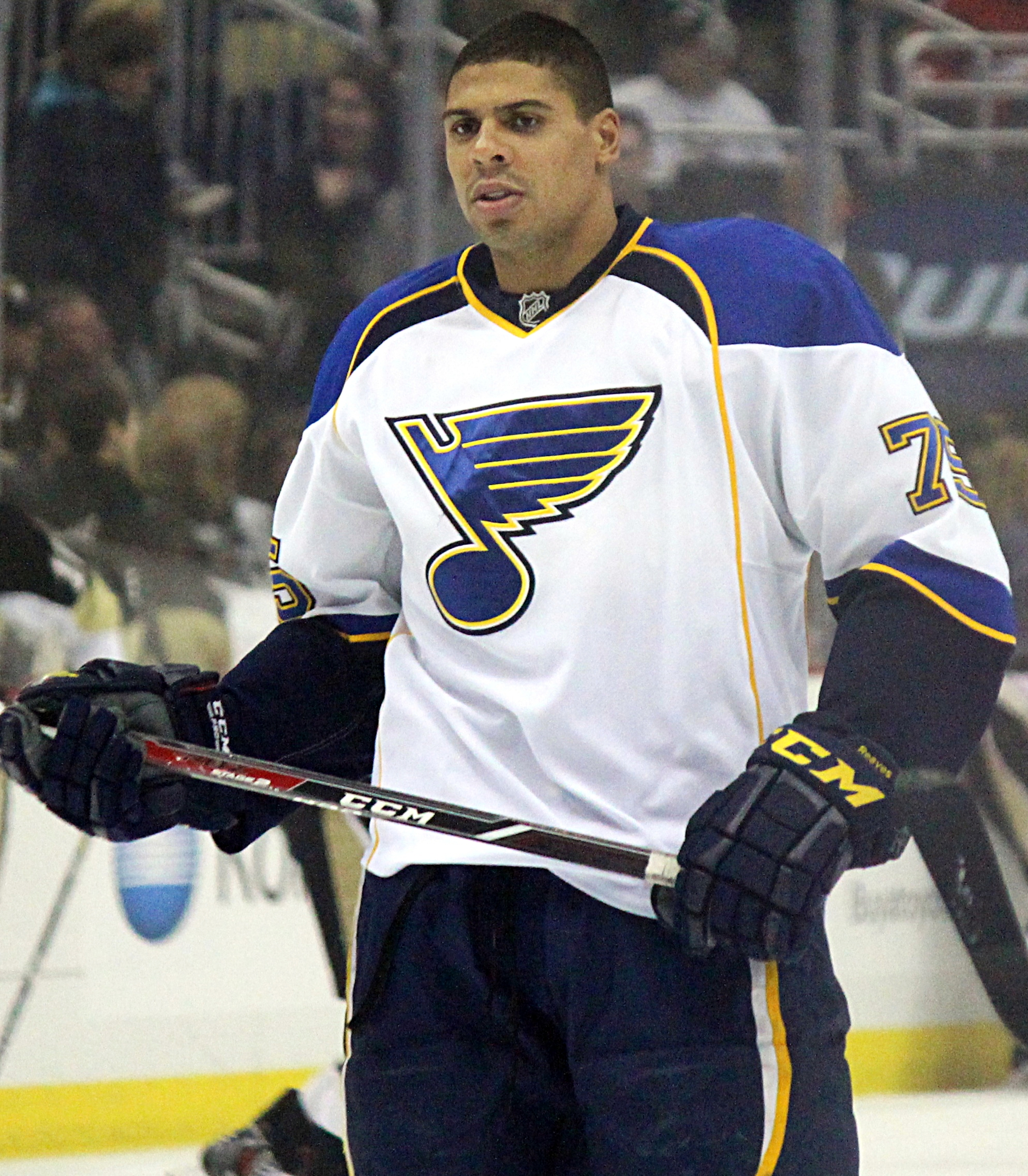
W barwach St. Louis Blues